# César Horacio Duarte Jáquez

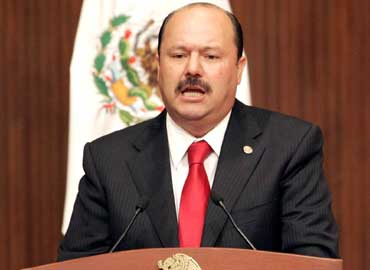

César Horacio Duarte Jáquez (ur. 14 kwietnia 1963 w Hidalgo del Parral) – meksykański polityk, działacz Partii Rewolucyjno-Instytucjonalnej.
W latach 1996–1997 zajmował stanowisko burmistrza Ciudad Juárez. Dwukrotnie pełnił mandat deputowanego do Izby Deputowanych (1997–2003, 2006–2009), a od 2008 do 2009 był przewodniczącym tej izby. Od 2010 sprawuje urząd gubernatora stanu Chihuahua.
Jest żonaty i ma troje dzieci.